# Amandine Hesseová
Amandine Hesseová, nepřechýleně Amandine Hesse (* 16. ledna 1993 Montauban) je francouzská tenistka, vítězka tří turnajů ve dvouhře a tří ve čtyřhře na ženském okruhu ITF. Nejlepším grandslamovým výsledkem její kariéry bylo druhé kolo French Open 2015. V dubnu 2017 figuruje s 239 body na 214. místě singlového žebříčku WTA jako sedmá nejlepší Francouzka. V roce 2017 byla poprvé nominována do fedcupového týmu Francie. Trénuje ji její otec Yannick Hesse.

## Tituly na turnajích ITF

### Dvouhra
- 22. ledna 2012 Le Gosier
- 10. listopadu 2013 Équeurdreville
- 15. prosince 2013 Madrid

### Čtyřhra
- 21. července 2013 Contréxeville, partnerka Vanesa Furlanettová
- 31. srpna 2013 Rotterdam, partnerka Demi Schuursová
- 18. října 2014 Joué-lès-Tours, partnerka Stéphanie Foretzová Gaconová